# Západočeský lázeňský trojúhelník
Jako Český respektive Západočeský lázeňský trojúhelník se označuje turistická oblast v západních Čechách, poblíž hranic s Německem. 

## Popis
Tvoří ho tři nejvýznamnější česká lázeňská města – Karlovy Vary, Mariánské Lázně a Františkovy Lázně, která jsou od 24. července 2021 společně oficiálně zapsána na seznam Světového dědictví UNESCO v oboru lázeňství jako Slavná lázeňská města Evropy.
Tato místa jsou známá svými minerálními prameny a lázeňskou tradicí, která sahá až do 18. století. 
Každé z těchto měst má svou charakteristickou atmosféru a lázeňské procedury, které se často zaměřují na léčbu různých zdravotních problémů, jako jsou poruchy trávení, dýchací obtíže, onemocnění pohybového aparátu nebo metabolické poruchy.